# Урантувка, Юлиан
Юлиан Урантувка (пол. Julian Urantówka; 17 февраля 1924, Тополя) — польский офицер гражданской милиции (MO), комендант MO в Щецине и Ополе, начальник Опольского управления МВД ПНР. Известен как один из организаторов подавления рабочих протестов в декабре 1970. Участвовал в репрессиях против профсоюза Солидарность. Уволен при смене общественно-политического строя Польши.

## Служба в комендатурах
Родился в деревенской семье. В 1944—1945 воевал в Крестьянских батальонах. Поступил на службу в гражданскую милицию (MO). Начинал службу 1 февраля 1945 на железнодорожном посту в Казимеже-Вельке.
В 1946—1947 — заместитель коменданта путевой милиции в Оптавеце. Затем несколько месяцев был политическим инструктором милиции в Пиньчуве. С 1947 по 1950 — слушатель, затем преподаватель милицейской школы политического образования в Лодзи. С 1950 по 1966 служил на различных постах (от оперативного сотрудника до заместителя начальника отдела) в лодзинской комендатуре MO.
В мае 1966 Юлиан Урантувка назначен комендантом городской милиции Кракова и заместителем коменданта милиции Краковского воеводства. Состоял в правящей компартии ПОРП.

## Столкновение в Щецине
8 февраля 1969 Юлиан Урантувка в звании полковника был назначен комендантом гражданской милиции Щецинского воеводства. На период его комендантства пришлись массовые протесты 1970—1971 против повышения цен. Щецинские рабочие выступления, возглавленные Эдмундом Балукой, Адамом Ульфиком, Марианом Юрчиком, носили особенно яростный и упорный характер.
Полковник Урантувка сыграл значительную роль в карательном подавлении протестов. По его приказу милиция не только избивала демонстрантов, но и открыла огонь. В Щецине погибли 16 человек, арестованные и избитые исчислялись сотнями.
Впоследствии Урантувка заявлял, что милиция применила оружие в порядке «самообороны» — когда протестующие атаковали здание воеводской комендатуры (убитых он называл «маргинальными элементами»). При этом показательно, что главный комендант генерал Петшак воздержался от прямого приказа, оставив это на усмотрение щецинского подчинённого. Чеслав Кищак свидетельствовал впоследствии, что щецинская комендатура MO «нервно» запрашивала в Варшаве санкцию на применение оружия.

## Комендант в Ополе

### Дело Ковальчуков
20 сентября 1971 полковник Урантувка был назначен комендантом милиции Опольского воеводства. Возглавлял воеводскую милицию без малого два десятилетия.
6 октября 1971 в Высшей педагогической школе Ополе готовилась церемония награждения сотрудников милиции. Акт был приурочен к 27-й годовщине создания MO. Возглавлять церемонию должен был воеводский комендант Урантувка. Однако за несколько часов до начала, вскоре после полуночи, в помещении произошёл взрыв. Эту акцию совершили братья Ковальчуки — 29-летний токарь Ежи и 34-летний физик Рышард. Таким образом они выразили протест против подавления протестов на Балтийском побережье и персональное отношение к Урантувке.
Братья специально рассчитали время, когда в помещение было пустым. Убийств они не планировали теракт носил символический характер. Однако следствие предъявило обвинение в жёстких формулировках, прокуратура потребовала смертной казни. Суд вынес суровые приговоры: смертная казнь Ежи Ковальчуку (младший брат был инициатором акции, он признался также в ранее совершённом поджоге по политическим мотивам), 25 лет заключения Рышарду Ковальчуку. Приговор Ежи был также заменён на 25-летний срок. Рышард Ковальчук был освобождён в 1983, Ежи Ковальчук — в 1985. Оба не были реабилитированы и в Третьей Речи Посполитой, после падения ПОРП и демонтажа ПНР.

### Дело Берешиньского
В 1980-х полковник Урантувка проводил жёсткий курс против профсоюза Солидарность. В январе 1981 оппозиционный активист Збигнев Берешиньский, студент Высшей инженерной школы (WSI) написал в институтском журнале статью, основанную на публикациях бюллетеня «Солидарности». Он призвал привлечь Урантувку к ответственности за расправы над гражданским населением в Щецине. Берешиньский обвинил Урантувку в убийствах и незаконных арестах, сравнил его действия с преступлениями нацистов.
Урантувка подал заявление в прокуратуру — к удивлению прокурора Марека Драгунас-Витковского, считавшего достаточным частный судебный иск. Вскоре после этого несколько студентов были задержаны под надуманным предлогом и жестоко избиты милицией. При этом практически не скрывалось, что причина — публикация Берешиньского. С протестом выступил ректор WSI Освальд Матея, многие представители образовательной общественности, региональный профцентр «Солидарности». В обращении профцентра к председателю Совмина ПНР Войцеху Ярузельскому говорилось: «На многих предприятиях принимаются требования отставки полковника Урантувки. Это связано не только с его прошлыми действиями, но и с нынешней деятельностью подчинённых ему команд и функционеров».
Прокурор Драгунас-Витковский пытался спустить дело на тормозах. Лех Адамчик, адвокат студента Берешиньского, провёл большую работу, получив многочисленные свидетельства, подтверждающие его правоту. Надвигался судебный процесс, Берешиньскому грозили три года заключения. С другой стороны, сам Урантувка признавал, что при переносе процесса из Ополе (где он располгагал административным ресурсом) он вполне мог проиграть. При этом он обвинял прокуратуру и суд в заговоре против себя на стороне оппозиции (в чём могли отражаться межведомственные противоречия). Однако предварительный этап затянулся, а в 1984 дело было прекращено по амнистии.

### Репрессии против оппозиции
Полковник Урантувка возглавлял опольскую комендатуру в период военного положения. Уже 13 декабря 1981 был произведён ряд арестов активистов «Солидарности», в том числе Збигнева Берешиньского. Всего в Ополе были интернированы около 150 человек. В Нысе, Гродкуве, Стшельце-Опольске были устроены специальные лагеря. Уже к весне 1982 оппозиционное движение в воеводстве было практически подавлено.
В 1983 году воеводские комендатуры милиции были преобразованы в управления внутренних дел. 1 августа 1983 — через неделю после отмены военного положения — полковник Урантувка был назначен начальником Опольского управления МВД ПНР. Продолжал руководить воеводской милицией и Службой безопасности ещё почти семь лет.

## Отставка
В 1988 новая волна забастовочного движения вынудила власти пойти на переговоры в Магдаленке и Круглый стол. 4 июня 1989 состоялись «полусвободные выборы», на которых победу одержала «Солидарность». Обстановка в стране радикально изменилась. 
Однако Урантувка стоял на прежних «бетонных» позициях. Его Жёсткая репрессивность, скандальный факт очередного избиения опольского активиста «Солидарности» вызывали резкое недовольство даже в руководстве МВД. 30 ноября 1989 министр внутренних дел Кищак отстранил Урантувку от управления МВД в Ополе и перевёл в распоряжение кадрового департамента МВД. Через четыре месяца, 5 апреля 1990, Юлиан Урантувка был уволен со службы.
После отставки Урантувка проживает в Жешуве, занялся разведением пчёл. Временами общался со СМИ, подтверждая прежние позиции и настаивая на своей правоте.